# Carl-Gustaf Ekberg

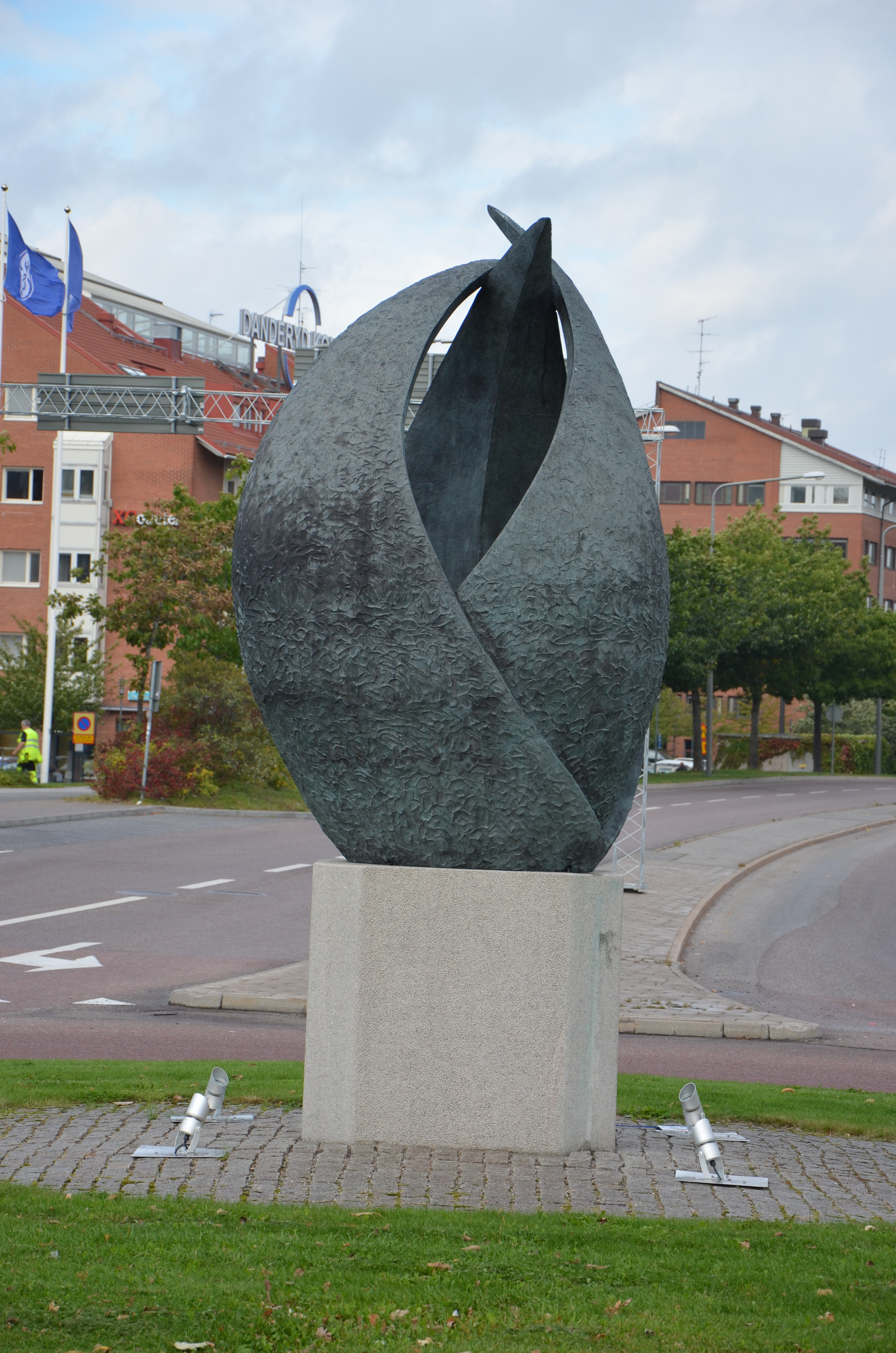
Livskraft vid Mörby centrum

Carl-Gustaf Alfred Ekberg, född 27 mars 1930 i Stockholm, är en svensk skulptör.
Carl-Gustaf Ekberg utbildade sig först till väg- och vattenbyggnadsingenjör 1949-53 på KTH i Stockholm. Åren 1988-94 utbildade han sig i teckning och skulptur för Axel Wallenberg i dennes ateljé i Stocksund.
Från 1995 har han skulpterat på heltid. Han hade sin första utställning i september 1995 på Galerie S:t Nikolaus i Stockholm.

## Offentliga verk i urval
- porträtthuvud av Axel Munthe, 1997 (gips)/1999 (brons), Capri
- porträtt av Margareta Dellefors, brons, 2006, i Dalhalla
- byst av Bernt Johansson, brons, 2006, i Mariestads stadshus
- Livskraft, koppar, 2006, rondellen vid norra infarten till Mörby centrum i Danderyd
- byst över Emanuella Carlbeck, brons, 2007, Johannesberg i Mariestads kommun
- Källan, fontän i granit, 2007, Heliga Trefaldighetskyrkan i Eriksfälts församling i Malmö
- Medvind, 2009, rondell vid Grand Hotel i Saltsjöbaden
- Insikt, brons, 2010, Centralparken i Täby kommun